# Mads Hansen (ishockeyspelare)
Mads Hansen, född 16 september 1978, är en norsk ishockeyspelare som spelar för norska Storhamar Dragons. Han har gjort sig känd under sina år i Brynäs IF där han spelade center.
Där hade han nr 24. Han spelare också för Norges herrlandslag i ishockey, och har tidigare spelat för Hammarby IF och IK Oskarshamn.